# Karen Harup
Karen Margarete Harup (2. studenog 1924.) je bivša danska plivačica.
Olimpijska je pobjednica u plivanju, a godine 1975. primljena je u Kuću slavnih vodenih sportova.